# Caracal
Caracal, rod mačaka potporodice Felinae, porodica Felidae. Obuhvaća dvije vrste, afričku zlatnu mačku, Caracal aurata (Temminck, 1827), i karakala, Caracal caracal (Schreber, 1776).
Afrička zlatna mačka nekad se vodila kao poseban rod, Profelis, a njezini znanstveni sinonimi su Profelis aurata (Temminck, 1827 ) i Felis aurata Temminck, 1827.